# ФК Вердер Бремен
Вердер Бремен је немачки фудбалски клуб из града Бремена. Вердер игра своје утакмице на стадиону Везер, капацитета 42.500 гледалаца и тренутно се такмичи у Другој Бундеслиги. Вердер је четвороструки освајач Бундеслиге и шестоструки освајач Купа Немачке. Најуспешнији период у историји клуба је био под вођством тренера Ота Рехагела у периоду између 1981. и 1995. године, када је клуб освојио 2 пута прво и 4 пута друго место у Бундеслиги, играо 4 финала Купа Немачке од којих је 2 освојио, и освојио Куп победника купова сезоне 1991/92. Такође један од највећих успеха клуба је и освајање дупле круне у сезони 2003/04.

## Успеси

### Национални
- Бундеслига Немачке

- Првак (4) : 1964/65, 1987/88, 1992/93, 2003/04.
- Други (7): 1967/68, 1982/83, 1984/85, 1985/86, 1994/95, 2005/06, 2007/08.

- Друга Бундеслига Немачке

- Првак (1): 1980/81.

- Куп Немачке

- Освајач (6): 1960/61, 1990/91, 1993/94, 1998/99, 2003/04, 2008/09.
- Финалиста (4): 1988/89, 1989/90, 1999/00, 2009/10.

- Фуџи куп Немачке (претеча лига купа)
  - Освајач (1) : 1990.
  - Финалиста (3) : 1986, 1989, 1991.
- Лига куп Немачке

- Освајач (1): 2006.
- Финалиста (2): 1999, 2004.

- Телеком куп Немачке (наследник лига купа)
  - Освајач (1) : 2012.
  - Финалиста (1) : 2017. (летњи)
- Суперкуп Немачке

- Освајач (4): 1988, 1993, 1994, 2009. (незванично)
- Финалиста (1): 1991.

### Међународни
- Куп УЕФА

- Финалиста (1): 2008/09.

- Куп победника купова

- Победник (1) – 1991/92.

- Интертото куп

- Победник (1) – 1998.

## Играчки кадар у сезони 2015/16
| 1  | Рафаел Волф    | Њемачка |
| 18 | Герхард Тремел | Њемачка |
| 30 | Михаел Зетерер | Њемачка |
| 42 | Феликс Видвалд | Њемачка |

| 2  | Сантјаго Гарсија      | Аргентина  |
| 3  | Папи Ђилобођи         | Сенегал    |
| 4  | Алекс Галвез          | Шпанија    |
| 13 | Милош Вељковић        | Србија     |
| 15 | Матео Павловић        | Хрватска   |
| 19 | Лука Милан-Зандер     | Њемачка    |
| 20 | Улисес Гарсија        | Швајцарска |
| 23 | Теодор Гебре Селасије | Чешка      |
| 25 | Оливер Хусинг         | Њемачка    |
| 37 | Јанек Стернберг       | Њемачка    |
| 38 | Марнон-Томас Буш      | Њемачка    |

| 5  | Самбу Јатабаре         | Мали     |
| 6  | Ласло Клајнхајслер     | Мађарска |
| 8  | Клеменс Фриц (капитен) | Њемачка  |
| 11 | Левин Озтунали         | Њемачка  |
| 16 | Златко Јунузовић       | Аустрија |
| 17 | Озкан Јилдирим         | Њемачка  |
| 22 | Фин Бартелс            | Њемачка  |
| 26 | Јулијан фон Хаке       | Њемачка  |
| 27 | Флоријан Глирич        | Аустрија |
| 33 | Марсел Хилбнер         | Њемачка  |
| 35 | Максимилијан Егештајн  | Њемачка  |
| 39 | Лукас Фроде            | Њемачка  |
| 44 | Филип Баргфреде        | Њемачка  |

| 9  | Арон Јохансон   | Сједињене Америчке Државе |
| 14 | Клаудио Пизаро  | Перу                      |
| 21 | Антони Уџах     | Нигерија                  |
| 28 | Мелвин Лоренцен | Њемачка                   |